# Atep Rizal
Atep Ahmad Rizal (Cianjur, 5 giugno 1985) è un calciatore indonesiano, centrocampista del Persib.

## Carriera

### Club
Comincia a giocare al Persija. Nel 2008 viene acquistato dal Persib.

### Nazionale
Ha debuttato in nazionale il 25 agosto 2006, nell'amichevole Indonesia-Birmania (0-0). Ha messo a segno le sue prime reti con la maglia della Nazionale il 13 gennaio 2007, in Indonesia-Laos (3-1), in cui ha siglato la rete del momentaneo 1-1 e quella del definitivo 3-1. Ha partecipato, con la Nazionale, alla Coppa d'Asia 2007. Ha collezionato in totale, con la maglia della nazionale, 11 presenze e due reti.